# Crediton (stacja kolejowa)
Crediton – stacja kolejowa w mieście Crediton, w hrabstwie Devon na linii kolejowej Tarka Line. Stacja obsługuje również linię Dartmoor Line, choć nie jest dla niej węzłową. Stacja pozbawiona sieci trakcyjnej. 

## Ruch pasażerski
Stacja w Crediton obsługuje ok. 84 502 pasażerów rocznie (dane za rok 2021/2022). Posiada bezpośrednie połączenia z Exeterem i Barnstaple. Pociągi odjeżdżają ze stacji co godzinę.

## Obsługa pasażerów
Automaty biletowe, przystanek autobusowy, postój taksówek, kawiarnia. Na stacji znajduje się kawiarnia, która została wyróżniona w 2009 r. w konkursie na najlepsze kawiarnie dworcowe.